# El Popular (Canadá)
El Popular es un diario en español de Canadá, fundado en 1970.
El periódico se distribuye en las provincias de Ontario, Quebec, Nueva Escocia, Manitoba, Alberta y Columbia Británica.
El periódico fue fundado en 1970 en la ciudad de Toronto, como un periódico semanal. Desde entonces ha crecido hasta ser el único periódico diario en español, que se distribuye de lunes a viernes  (también el sábado en su página web), y hasta llegar a ser el décimo mayor periódico de Canadá.
La sede del periódico está en el 2413 Dundas St. West, Toronto, Ontario M6P 1X3.

## Secciones
- Noticias de Canadá
- Noticias del Mundo
- Noticias de Latinoamérica
- Columnas
- Inmigración
- Revista
- Cine
- Deportes

## Integrantes del periódico[2]
Director: Eduardo Urueña.
Columnistas: Jorge Tadeo Lozano (Atalaya), Jorge Gutman (hablemos de cine), Hugo Vera (futbol), Victor Corcoba (algo más que palabras), Sergio martinez (Temas intocables), Vilma Filici (inmigración), Elías Bravo (Desarrollo web), profesor pelusa (mascotas).